# Francesco Cappa
Francesco Cappa (Casale Monferrato, 11 giugno 1888 – Lugugnana, 5 novembre 1917) è stato un militare e aviatore italiano, che si distinse particolarmente durante la guerra italo-turca e la prima guerra mondiale. Nella Grande Guerra fu comandante del dirigibile F.4, e poi osservatore d'aeroplano presso la 259ª Squadriglia. Decorato di due Medaglie d'argento e una di bronzo al valor militare.

## Biografia
Nacque a Casale Monferrato l'11 giugno 1888, figlio di Cesare e di Maria Mussa. Dopo aver conseguito il diploma liceale presso il Liceo Ginnasio "Cesare Balbo" nel 1906, si arruolò nella Regia Marina iniziando a frequentare, dal 26 novembre, la Regia Accademia Navale di Livorno. Compì tre campagne di istruzione a bordo della nave Etna (1907-1908-1909), e il 3 marzo 1910 fu nominato guardiamarina, imbarcandosi sulla nave da battaglia Vittorio Emanuele. Dopo lo scoppio della guerra italo-turca, il 19 ottobre 1911 condusse un plotone da sbarco a punta della Giuliana, nei pressi di Bengasi, meritandosi una Medaglia di bronzo al valor militare. Nel mese di aprile 1912 prese parte al bombardamento dei forti dei Dardanelli. Il 31 luglio fu trasferito a bordo della nave da battaglia Ammiraglio di Saint Bon, venendo promosso sottotenente di vascello il 2 settembre. Dopo la fine della guerra operò in acque libiche, e nel mese di dicembre fu trasferito sulla corazzata Sardegna, passando poi sulla Regina Elena, sull'incrociatore protetto Giovanni Bausan e infine sull'incrociatore corazzato Francesco Ferruccio.
Ricevuto un Encomio Solenne il 1 novembre 1914, nell'ottobre dello stesso anno si imbarcò sul cacciatorpediniere Ardente, venendo poi promosso tenente di vascello e divenendo vicecomandante della nave. Si trovava imbarcato sull'Ardente all'atto dell'entrata in guerra del Regno d'Italia, avvenuta il 24 maggio 1915. Nel mese di agosto fu trasferito sulla nave da battaglia Roma, ma a causa dell'inazione della flotta, chiese, ed ottenne, il trasferimento ai reparti dell'aviazione navale, assegnato all'idroscalo di Campalto, presso Venezia. Appassionatosi ai dirigibili, li studiò attentamente, e trasferito al Cantiere aeronautico di Baggio, Milano, assistette a tutte la fasi della costruzione dello F.4 e divenne stretto collaboratore dell'ingegnere Enrico Forlanini. Quando l'aeronave fu pronta fu trasferita sull'aeroscalo di Ferrara, e lui ne divenne dapprima ufficiale di bordo, e poi comandante quando il dirigibile fu assegnato all'aeroscalo di Jesi. Quando l'F.4 fu riportato a Baggio verso la fine dell'estate chiese, ed ottenne, il trasferimento a una squadriglia idrovolanti, ed il 13 settembre fu assegnato alla 259ª Squadriglia di stanza sulla Regia Stazione idrovolanti "Giuseppe Miraglia" dell'isola delle Vignole di Venezia in qualità di osservatore d'aeroplano. Si distinse subito eseguendo voli di ricognizione in solitaria su Trieste, Pola e lungo la costa dalmata e istriana. 
Il 19 ottobre il 2° Capo torpediniere pilota Giosellino Corgnolino ed il Tenente di Vascello Cappa effettuano una scorta ai monitori con il Macchi.
Dopo l'esito infausto della battaglia di Caporetto la sua squadriglia operò intensamente in azioni di bombardamento contro le truppe nemiche in avanzata. Il 5 novembre decollò su un Macchi M.3 con il pilota Arnaldo De Filippis, per bombardare un ponte di barche sul Tagliamento, e dopo aver eseguito la missione i due si accinsero a ritornare alla base quando l'M.3 venne attaccato da quattro aerei nemici. Colpito al serbatoio della benzina a Latisana dall'Albatros D.III dell'asso dell'aviazione Godwin Brumowski che arriva alla 24ª vittoria in collaborazione con Frank Linke-Crawford e Rudolf Szepessy-Sokoll, l'aereo prese fuoco precipitando al suolo vicino a Lugugnana, con la morte dei due sfortunati aviatori. Nel 1937 gli fu intitolato l'aeroporto di Casale Monferrato.

### Fonti
1. ↑  Mancini 1936, p. 142.
2. 1 2  In memoria di Francesco Cappa 1919, p. 5.
3. 1 2 3  In memoria di Francesco Cappa 1919, p. 6.
4. ↑  In memoria di Francesco Cappa 1919, p. 11.
5. ↑  In memoria di Francesco Cappa 1919, p. 12.
6. 1 2  In memoria di Francesco Cappa 1919, p. 13.
7. 1 2 3  In memoria di Francesco Cappa 1919, p. 14.
8. 1 2 3  In memoria di Francesco Cappa 1919, p. 15.
9. 1 2  In memoria di Francesco Cappa 1919, p. 16.